# Чайковский, Златко
Златко Чайковский (сербохорв. Zlatko Čajkovski / Златко Чајковски; 24 ноября 1923, Загреб, Королевство СХС — 27 июля 1998, Мюнхен, Германия) — югославский футболист и тренер. Участник двух Чемпионатов мира и Олимпийских игр. Его брат Желько также был футболистом.

## Карьера игрока

### Клубная
Профессиональную карьеру игрока Чайковский начинал в загребском клубе ХАШК, а затем продолжал в белградском «Партизане». За ХАШК выступал до и во время Второй мировой войны, не отметился какими-либо достижениям, хотя клуб боролся за первое место. Тогда главной звездой клуба был Ицо Хитрец, но вскоре Чайковский стал главным игроком клуба. По окончании войны клуб был распущен (большая часть архивов сгорела в конце войны), и Чайковский перешёл в белградский «Партизан», который тогда был главным клубом Югославской народной армии. В первом послевоенном сезоне 1945 года Чайковский принёс клубу второе место в первенстве Югославии. В следующем сезоне 1946/1947 годов Златко провёл 20 игр и забил три гола, чего клубу хватило для победы в чемпионате. Ещё один титул Златко выиграл в сезоне 1948/1949 годов, а затем выиграл три Кубка Югославии (тогда он назывался Кубок Маршала Тито) в 1947, 1952 и 1954 годах.
В обмен на отказ от игр за сборную Златко Чайковский получил право выступать в иностранных клубах. В 1955 году Златко уехал в Кёльн, в котором в первом сезоне провёл 24 матча и забил два гола. Всего он сыграл три сезона, прибавив 29 игр и 2 мяча в чемпионате (в кубке провёл всего три игры и забил один гол). Завершил карьеру в Израиле, команде «Хапоэль» из Хайфы в 1960 году после 23 лет игровой карьеры.

### В сборной
Чайковский выступал за молодёжную сборную Королевства Югославии, сыграв два матча против молодёжных команд Румынии и Венгрии. Во время Второй мировой войны он сыграл также два матча за команду Независимого государства Хорватии: первая игра состоялась 1 ноября 1942 в Штутгарте против немцев и закончилась убедительной победой хозяев со счётом 5:1; вторая состоялась 6 июня 1943 в Братиславе против словаков, и там успех праздновали хорваты, выиграв 3:1.
За сборную воссоединившейся Югославии (СФРЮ) Златко сыграл 55 игр и забил семь голов. Первый матч состоялся 29 сентября 1946 против Чехословакии. Первый гол забил 7 октября 1946 во встрече в Тиране с Албанией (югославы выиграли 3:2). Также он забивал Норвегии в Осло (победа югославов 3:1), Израилю в Тель-Авиве (победа югославов 5:2), СССР в Тампере (победа югославов 3:1), Дании в Хельсинки (победа югославов 5:3), ФРГ в Хельсинки (победа югославов 1:3) и Людвигсхафене (победа немцев 3:2). Последний гол был забит именно в Людвигсхфене 21 декабря 1952, последнюю игру Златко сыграл 15 мая 1955 против Шотландии.
В составе югославской сборной он выиграл серебряные медали Олимпиад 1948 и 1952 года. Также сыграл на первенствах мира 1950 и 1954 года. В 1953 году Чайковский сыграл матч в составе сборной мира против команды Великобритании, который завершился ничьей 4:4. В составе сборной мира выступали также югославы Владимир Беара, Бранко Зебец и Бернард Вукас.

## Карьера тренера
В Немецкой спортивной академии в Кёльне Златко Чайковский обучался на футбольного тренера в группе под руководством профессора Хеннеса Вайсвайлера и успешно сдал экзамены, получив диплом. В 1962 году Златко в качестве тренера «Кёльна» побеждает в чемпионате ФРГ. Через год после успеха Златко переходит в «Баварию», которую сумел вывести в Бундеслигу. С мюнхенцами Чайковский выиграл дважды кубок ФРГ в 1966 и 1967 годах, а затем и Кубок обладателей кубков УЕФА 1966/1967, победив в финале шотландский «Рейнджерс». До конца своей жизни Златко оставался одним из важнейших деятелей в клубе, подготавливая параллельно игроков и для выступления в сборной Германии.